# Le Monde de Todd
 (mars 2019).
Si vous disposez d'ouvrages ou d'articles de référence ou si vous connaissez des sites web de qualité traitant du thème abordé ici, merci de compléter l'article en donnant les références utiles à sa vérifiabilité et en les liant à la section « Notes et références ».
Le Monde de Todd (ToddWorld) est une série télévisée d'animation irlandaise-indienne-canadienne-britannique-américaine en 39 épisodes de 23 minutes créée par Todd Parr, produite par Taffy Entertainment, Mike Young Productions, SupperTime Entertainment, Nerd Corps Entertainment, HIT Entertainment, Telegael Teoranta, et DQ Entertainment, et diffusée du 13 février 2004 au 22 juin 2008 sur The Learning Channel's Ready Set Learn bloc aux États-Unis.
Au Canada francophone, elle est diffusée à l'automne 2008 sur TFO et en France sur France 5.

## Synopsis
La série se distingue par ses lignes audacieuses et ses couleurs vives. Chaque épisode transmet un message sur la tolérance, la diversité et l'acceptation.

## Doublage
- Hervé Grull : Todd
- Alexandre Gillet : Pickle
- Marc Bretonnière : Benny
- Anouck Hautbois : Sophie
- Marie-Eugénie Maréchal : Stella, Mitzi
- Fily Keita, Paolo Domingo, Blanche Ravalec, Thierry John, Naïke Fauveau : chœurs

 Source et légende : version française (VF) sur RS Doublage